# دودمان ویتین
دودمان ویتین (انگلیسی: House of Wettin)، دودمانی از کنت‌ها، دوک‌ها، امرای انتخابگر و شاهان آلمان بودند که بر زاکسن و تورینگن به مدت ۹۵۳ سال حکمرانی کردند. این دودمان یکی از قدیمی‌ترین دودمان‌های اروپاست.

## نگارخانه

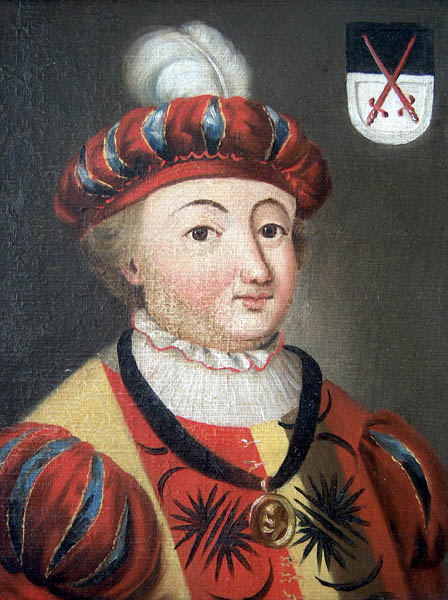
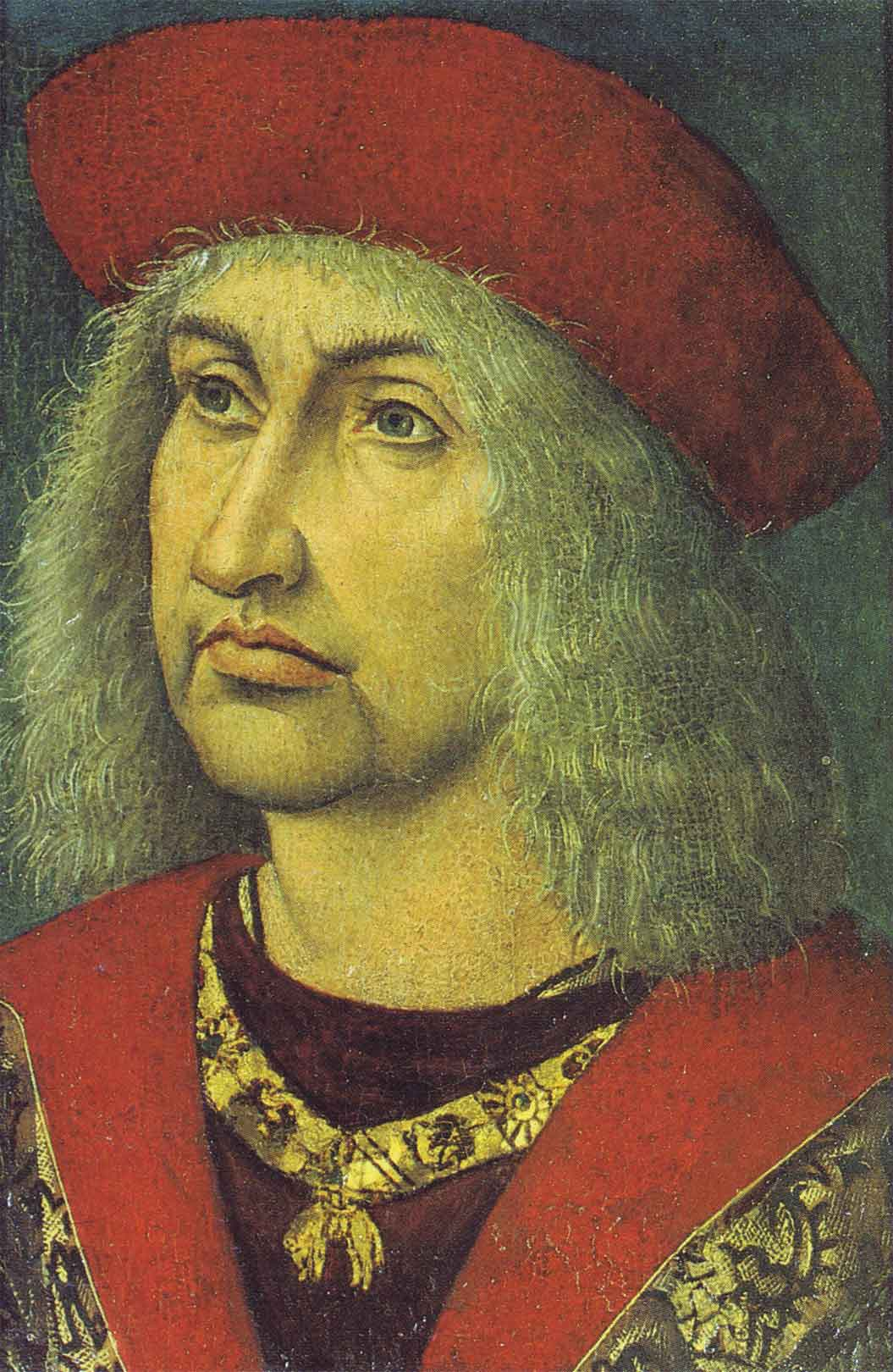